# Morpho anaxibia
Morpho anaxibia is een vlinder uit de familie Nymphalidae. De wetenschappelijke naam van de soort is voor het eerst geldig gepubliceerd in 1798 door Eugen Johann Christoph Esper.